# Côte d'Ivoire Open II 2025
Il Côte d'Ivoire Open II 2025 è stato un torneo maschile di tennis professionistico. È stata la 2ª edizione del torneo, facente parte della categoria Challenger 50 nell'ambito dell'ATP Challenger Tour 2025, con un montepremi di 60 000 $. Si è giocato dal 21 al 27 aprile 2025 sui campi in cemento del Sofitel Hôtel Ivoire Sports Complex di Abidjan, in Costa d'Avorio.

## Partecipanti

### Teste di serie
| Nazionalità    | Giocatore         | Ranking* | Testa di serie |
| -------------- | ----------------- | -------- | -------------- |
| Tunisia        | Aziz Dougaz       | 185      | 1              |
| Francia        | Robin Bertrand    | 268      | 2              |
| Belgio         | Michael Geerts    | 290      | 3              |
| Francia        | Clément Chidekh   | 291      | 4              |
| Lituania       | Ričardas Berankis | 297      | 5              |
| Turchia        | Ergi Kırkın       | 314      | 6              |
| Costa d'Avorio | Eliakim Coulibaly | 323      | 7              |
| Sudafrica      | Philip Henning    | 368      | 8              |

* Ranking al 14 aprile 2025.

### Altri partecipanti
I seguenti giocatori hanno ricevuto una wild card per il tabellone principale:
- Seydina André
- Taha Baadi
- Benoît Paire

Il seguente giocatore è entrato in tabellone come special exempt:
- Maximus Jones

I seguenti giocatori sono passati dalle qualificazioni:
- Florent Bax
- Constantin Bittoun
- Guillaume Dalmasso
- Aziz Ouakaa
- Yankı Erel
- Nicolas Jadoun

## Punti e montepremi
| Torneo    | Torneo              | V     | F     | SF    | QF    | 2T  | 1T  | Q | Q2  | Q1  |
| Singolare | Punti               | 50    | 25    | 14    | 8     | 4   | 0   | 3 | 1   | 0   |
| Singolare | Premi in denaro ($) | 5,500 | 3,260 | 1,900 | 1,120 | 660 | 395 | – | 215 | 125 |
| Doppio    | Punti               | 50    | 25    | 14    | 8     | –   | 0   | – | –   | –   |
| Doppio    | Premi in denaro ($) | 2,130 | 1,250 | 745   | 435   | –   | 245 | – | –   | –   |

## Campioni

### Singolare
Eliakim Coulibaly ha sconfitto in finale  Aziz Dougaz con il punteggio di 6(3)–7, 6–4, 6–4.

### Doppio
Constantin Bittoun /  Aziz Ouakaa hanno sconfitto in finale  Aleksandre Bakshi /  S D Prajwal Dev con il punteggio di 7–6(5), 7–5.